# Jacques de Sainte-Beuve
Pour les articles homonymes, voir Sainte-Beuve (homonymie).
Le père Jacques de Sainte-Beuve est un théologien français, né à Paris le 20 avril 1613, et mort à Paris le 15 décembre 1677 . 

## Biographie
Né en 1613 au no 17 de la rue Séguier à Paris, Jacques de Sainte-Beuve fut professeur de théologie à la Sorbonne, mais fut privé de sa chaire pour avoir refusé de souscrire à la condamnation d'Arnauld en 1656. Ayant par la suite consenti à signer le formulaire d'Alexandre VII, il fut nommé théologien du clergé de France.
Il jouissait comme casuiste d'une grande autorité. À sa mort, la marquise de Sévigné évoqua le grand nombre des pauvres âmes errantes et vagabondes qu'il laissait « sans conducteur et sans gouvernail dans les orages de cette vie. »
On a de lui des traités en latin publiés par son frère Jérôme dont les Résolutions de plusieurs cas de conscience touchant la morale & la discipline de l'église (Paris, 1689). Cet ouvrage publié post-mortem est tiré de l’enseignement donné en Sorbonne par le docteur et de ses travaux préparatoires en vue de la théologie morale que l’assemblée générale du clergé de France de 1665 lui avait demandé de composer.
François Bertinet réalisa un médaillon en cire de Jacques de Sainte-Beuve.